# Адам, Гийом
Гийом Адам (фр. Guillaume Adam, лат. Guillelmus Adae O.P.; ? — 1337/1341) — доминиканский монах, путешественник.
О раннем периоде жизни Гийома ничего не известно. По происхождению он, вероятно, был французом. В 1307 году находился в Византии, откуда отправился на о. Хиос, в Сирию, Палестину и Египет. Затем из Египта или из Персии попал на Малабарский берег Индии (1313—1314). Занимался миссионерской деятельностью в Камбее, Тхане и Куилоне. В 1314—1315 годах двадцать месяцев провёл в плаваниях по Индийскому океану. Девять месяцев жил на о. Сокотра, побывал на южных берегах Аравии, в частности в Адене, затем, возможно, на Мальдивских и Лаккадивских островах. Проехал через Ормуз в Персию, где пробыл несколько месяцев. Вернувшись (видимо, в 1316 году) в Европу, разрабатывал в Авиньоне проект крестового похода. Завершённый летом или осенью 1317 года труд под названием De modo sarracenos extripandi («О способе искоренения сарацин») был вручен кардиналу Раймону де Фаржу, племяннику Климента V. Однако идея нового крестового похода не нашла поддержки у папской курии.
Недолгое время Гийом служил в качестве епископа Смирны, а в 1318 году был назначен в новообразованную архиепархию Сольтание, столицы ильханов-Хулагуидов в качестве суффрагана при архиепископе Франческо из Перуджи, которого сменил 6 октября 1322 года. Два года спустя, 26 октября 1324 года он занял кафедру архиепископа Бара (Антивари). Гийом не проявлял пастырского рвения, по-видимому, много времени проводя при папском дворе, и 25 января 1337 года Бенедикт XII недвусмысленно напомнил ему о непосредственных обязанностях. Эта последняя точная дата, относящаяся к жизни Гийома Адама. Вероятно, он скончался незадолго после этого, но до декабря 1341 года, когда произошло назначение нового архиепископа Антивари.